# 德國聯邦勞動及社會事務部

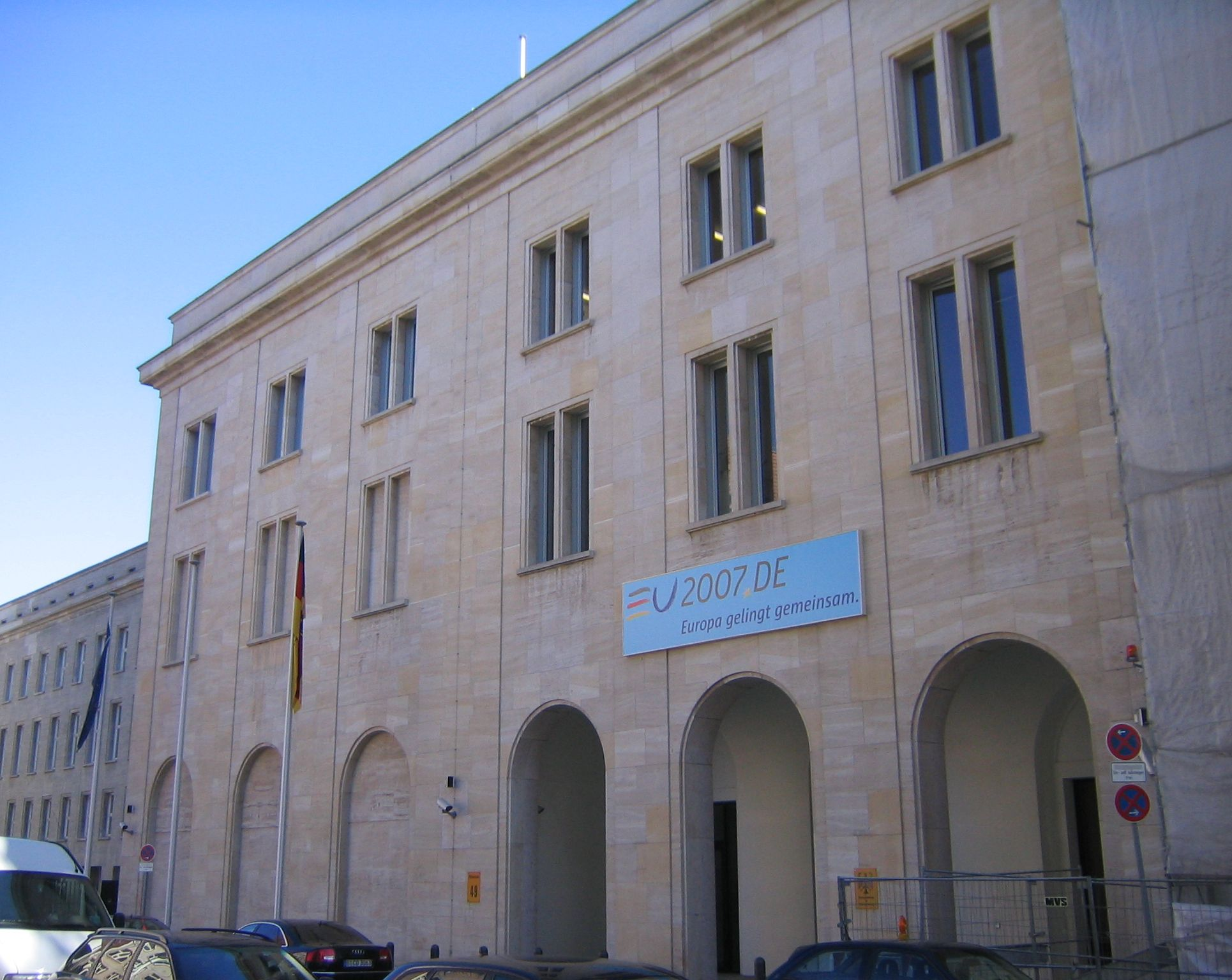
勞動及社會事務部門口

德國聯邦勞動及社會事務部（德語：Bundesministerium für Arbeit und Soziales）是德國聯邦政府部門之一，位於柏林。在2002年至2005年間，勞動部屬於「聯邦經濟與勞動部」。2005年新政府上台後，勞動部成為獨立部會。

## 任务
德国联邦劳动及社会事务部(BMAS)负责联邦政府的劳动市场政策、劳动法和劳动保护以及养老和社会保险事务。联邦劳动及社会事务部致力于扩大其国际合作范围，将联邦劳动局的劳动中介模式向海外推广。

## 历任部长

### 联邦劳动部部长
- 1949年-1957年 安东·斯托尔希

### 联邦劳动及社会事务部部长
- 1957年-1965年 特奥多尔·布兰克
- 1965年-1969年 汉斯·卡策尔
- 1969年-1976年 沃尔特·阿伦特
- 1976年-1982年 赫伯特·艾伦伯格
- 1982年-1982年 海因茨·韦斯特法尔
- 1982年-1998年 诺伯特·勃鲁姆
- 1998年-2002年 沃尔特·李斯特

### 联邦经济与劳动部部长
- 2002年-2005年 沃尔夫冈·克莱门特

### 联邦劳动及社会事务部部长
- 2005-2007 弗朗茨·明特费林
- 2007-2009 奥拉夫·朔尔茨
- 2009 弗朗茨·约瑟夫·容
- 2009-2013 乌尔苏拉·冯·德莱恩
- 2013-2017 安德蕾亞·納勒斯
- 2017-2018 卡特琳娜·巴爾利
- 2018-2025 胡伯圖斯·海爾
- 2025- 貝貝爾·巴斯

## 外部連結
- 官方網站 （页面存档备份，存于） （德文）